# マンフレート・デーリング
マンフレート・デーリング（Manfred Döring、1932年11月18日 - 2023年12月25日）は、ドイツ民主共和国（東ドイツ）の軍人。シュタージ（国家保安省）に所属し、フェリックス・ジェルジンスキー衛兵連隊の最後の連隊長を務めた。最終階級は少将。

## 経歴
マンフレート・デーリングは、オーベルフローナにて仕立て屋の息子として1932年11月18日に生を受けた。高校卒業後の1952年から兵営人民警察(KVP)の司令官学校(Kommandeursschule)に入学し、翌1953年には軍曹(Unteroffizier)に任官する。また1953年から1963年までは士官学校(Offiziersschule)にて士官候補生として在学する。なお、1956年には正式に再軍備が宣言された事で兵営人民警察は内務省指揮下の準軍事組織から国軍に改組され、同時に名称を国家人民軍(NVA)と変更している。1958年、国家保安省のベルリン衛兵連隊(Wachregiment Berlin)に教官として招かれ、そのまま砲兵中隊長(Batteriechef)に任命される。1959年には砲兵大隊付の参謀長となり、1961年には連隊の作戦参謀となった。1962年以降は砲兵大隊長を務めた。1967年、衛兵連隊の名称がフェリックス・ジェルジンスキー衛兵連隊に変更される。その後、フリードリヒ・エンゲルス士官学校に入校し、1968年の卒業に合せて院卒軍事科学者(Diplom-Militärwissenschaftler)の称号を得る。同年、第2司令部(Kommando 2)の司令官に就任。1971年には衛兵連隊の第一副連隊長(1. Stellvertreter des Kommandeurs)となる。1975年から1976年にかけてはドイツ社会主義統一党中央委員会のカール・マルクス党員学校(Parteihochschule Karl Marx)に在籍した。1987年、衛兵連隊の連隊長に任命されると共に少将への昇進を果たした。衛兵連隊長となった彼の任務は、10,000人以上の将兵を率いて、要人警護や首都における保安活動、また個人の生命および財産を防衛し、ドイツ人民警察と共同してデモなどの取締りを行う事であった。
1990年3月、ドイツ再統一と東独解体を控えた政変の中で、国家人民軍や国家保安省の多くの高級将校と同様、ドーリングもまた退役を強いられることになる。
2009年、ドーリングはドイツ人のジャーナリストエーベルハルト・レボーレ(Eberhard Rebohle)の取材に応じた。この様子はレボーレの著書『Rote Spiegel. Wachsoldaten in der DDR』の中に詳しい。
| 軍職                              | 軍職                                                         | 軍職      |
| --------------------------------- | ------------------------------------------------------------ | --------- |
| 先代 ベルンハルト・エルスナー少将 | フェリックス・ジェルジンスキー衛兵連隊連隊長 1987年 - 1990年 | 次代 廃止 |